# پریشیدگی (اخترشناسی)

اثر نیروهای پریشیدگی خورشید بر ماه در دو مکان (رو به رو) در مدار آن: فلش آبی رنگ نشان دهندهٔ جهت و بزرگی نیروی گرانشی بر روی زمین است. با اِعمال این وضعیت برداری به موقعیت هر دوی زمین و ماه، در مواضع آن دو نسبت به یکدیگر تأثیری ندارد. هنگامی که آن را از نیروی بر روی ماه (فلش سیاه) کم کنیم، آنچه باقی می‌ماند نیروی پریشیدگی (فلش قرمز) بر ماه نسبت به زمین است. از آنجا که نیروی آشفتگی؛ از نظر جهت و بزرگی، در دو طرف مقابل مدار متفاوت است، سبب تغییر در شکل مدار می‌شود.

پریشیدگی، اغتشاش یا اختلال در اخترشناسی (به انگلیسی: Perturbation (astronomy))، جابه‌جایی‌های پیچیده در حرکت‌های یک جرم بزرگ آسمانی در رابطه با دیگر نیروها، غیر از جاذبهٔ گرانشی یک جسم بسیار پُرجرم دیگر است. نیروهای دیگر می‌توانند شامل یک جرم سوم (چهارم، پنجم، و غیره)، مقاومت، به عنوان از جو، و جاذبهٔ خارج از مرکز یک نهاد ناکروی یا به کلی غیر هندسی بودن شکل جسم باشند.